# Lasiosceles
Lasiosceles là một chi bướm đêm thuộc họ Noctuidae.